# Nils Olav Fjeldheim
Nils Olav Fjeldheim, född den 18 april 1977 i Tysværvåg, Norge, är en norsk kanotist.
Han tog OS-brons i K-2 1000 meter i samband med de olympiska kanottävlingarna 2004 i Aten.